# Huurlingen in de oudheid

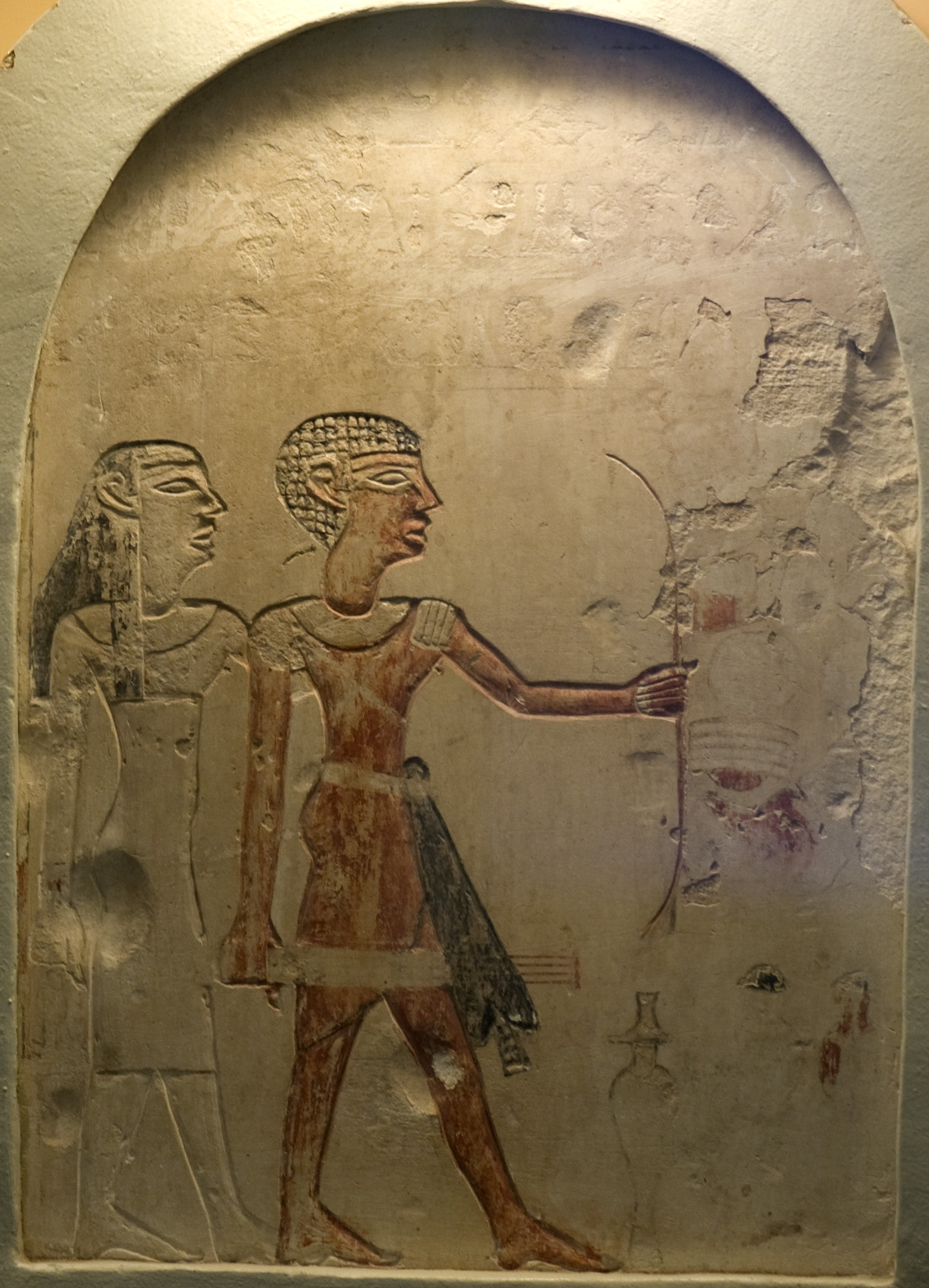
Egyptische huurling uit ca. 2100 v.C.

Huurlingen (Oudgrieks: μισθωτοί, μισθοφόροι, ξένοι; Latijn: mercen(n)arius, latro, latrunculus) waren in de oudheid niet onbekend, hoewel vele staten in de oudheid toch lange tijd bleven vertrouwen op hun eigen burgerleger. Vooral bij de uitbreiding van het territorium van een staat werd het leger van burgers vaak aangevuld door huurlingen uit eerder veroverde streken. De grote rijken zoals Egypte en Perzië zouden een beroep doen op huurlingen en het leger van een rijke stad zoals Carthago bestond zelfs uit bijna enkel huurlingen.

## Huurlingen
De huurlingen in de oudheid waren meestal bannelingen, daar deze door hun verbanning de sociale bescherming van de staat zagen verdwijnen en enkel op zichzelf konden terugvallen. Als ze ingelijfd werden in een leger waren ze voor een langere tijd zeker van hun levensonderhoud en konden ze zelfs wat extra verdienen door buit te maken tijdens veldtochten tegen de vijand. Daarnaast waren er ook huurlingen die door verdragen afgesloten met buitenlandse leiders werden aangenomen, zoals vanaf het Oude Rijk gebeurde in Egypte. In Egypte ging het vooral om Koesjitische stoottroepen en Nubische boogschutters (Medjay), maar later ook Mesjwesj ("Libiërs") en Sjardana die door Ramses II zouden worden ingezet. Leden van onafhankelijke Thracische stammen zoals de Bessi en Dii vervoegden vaak de rangen van grote georganiseerde legers als huurlingpeltasten. Daarnaast waren ook de Arcadiërs actief in de branche en vochten ook zij voor andere poleis dan de hunne. Ze vormden in de vierde eeuw v.Chr. - toen de Griekse huurlingen hun hoogtepunt bereikten - het grootste deel van de huurlingen. Daarnaast waren de Cretenzische boogschutters en de Cariërs geliefd als huurlingen. Ook Italische volkeren kenden huurlingen in hun middens, zoals de Mamertijnen die door de koningen van Syracuse werden gebruikt in de oorlog. Ook joden traden in dienst als huurlingen gedurende de oudheid en mochten onder de Achaemeniden een militaire kolonie stichten in Elephantine.

## Huurlingen in het Oude Egypte
De oudst bekende inzet van huurlingen in het Oud-Egyptische leger gebeurde onder Ramses II rond 1500 v.Chr. die onder meer 10.000 huurlingen inzette bij de slag bij Kadesh, waaronder Mesjwesj en Sjardana. Met de sociale spanningen in Griekenland, die ook de Griekse kolonisatie deed ontstaan, werden ook vele Griekse burgers verbannen. Omdat deze niet langer meer onder de bescherming van hun polis konden leven, zochten deze een uitweg in de strijd voor ander poleis of staten zoals Perzië en Egypte, waar de stad Naucratis rond 630 v.Chr. gesticht werd door Ionische huurlingen die deze gunst van de Egyptische farao Psamtik I kregen.

## Huurlingen in Assyrië
Het Assyrische leger had niet veel vertrouwen in huurlingen en steunde dan ook meer op haar eigen staand leger dat bestond uit Assyriërs en onderworpen volkeren die verplicht waren manschappen te leveren. Doordat men echter goed geïntegreerd raakte in het leger, dat de ruggengraat van het Assyrische rijk vormde, waren de soldaten uit onderworpen volkeren loyaler dan huurlingen die slechts door goud en zilver loyaal konden worden gehouden.

## Huurlingen in Perzië
De koningen van Perzië, die door de rijkdommen van hun rijk zelf onmetelijk rijk bleken te zijn, hadden geen enkel probleem met het inhuren van - vaak Griekse - huurlingen. Zo viel Xerxes I Hellas in 484 v.Chr. binnen met Griekse huurlingen aan zijn zijde. Zo kennen we de huurlingenleider Demaratus die hem voor de slag bij Thermopylae waarschuwde de Spartanen niet te onderschatten.

Uit Xenophons Anabasis weten we dat Cyrus de Jongere in 401 v.Chr. een grote leger van Griekse huurlingen aanwierf (de "Tienduizend") om de Perzische troon te veroveren op zijn broer Artaxerxes II. Hoewel zijn leger de overwinning haalde in de slag bij Cunaxa, werd Cyrus zelf gedood in de strijd en was het doel van de expeditie onbereikbaar geworden. Nadat verscheidene van hen waren omgekomen door conflicten in het vijandige gebied waarin ze zich bevonden, leidden enkele - waaronder later ook Xenophoon zelf - de huurlingen terug naar het noorden om de Zwarte Zee te bereiken.

Een andere beroemde huurlingenleider was Memnon van Rhodos (380–333 v.Chr.) die de leider van de Griekse huurlingen in dienst van de Perzische koning Darius III was toen Alexander de Grote van Macedonië in 334 v.Chr. in Perzië binnenviel en won in de Slag aan de Granicus. Alexander wierp eveneens Griekse huurlingen aan gedurende zijn campagne, zelfs voormalige huurlingen van de Perzische koning. Dit waren mannen die vochten voor Alexander en niet voor hun polis die een eenheid had afgevaardigd voor deze veldtocht.

## Huurlingen in hellenistische koninkrijken
In 278 v.Chr. roept Nicomedes I van Bithynië de hulp in van Keltische huurlingen tegen zijn broer. Hierbij verwoesten ze Novum Ilium (Troje). In ruil voor hun hulp schonk Nicomedes hen het gebied dat bekend zou worden als Galatië en naam zou geven aan de afstammelingen van deze Keltische huurlingen, namelijk Galaten.

## Huurlingen in Carthago
Het Carthaagse leger zou na hervormingen doorgevoerd door Mago Barkas een staand leger van huurlingen, gerekruteerd uit alle windstreken, onderhouden die de bescherming van Carthago's handelsbelangen behartigden, alsook de bescherming van de Fenicische kolonies in het westen, een taak die Carthago had overgenomen van de moederstad Tyrus. Na de Eerste Punische Oorlog kwam het tot een echte huurlingenoorlog (240-238 v.Chr.) die uiteindelijk gewonnen werd door de Carthagers.

## Huurlingen in Rome en haar rijk
Hoewel het Romeinse leger na de hervormingen door Gaius Marius en Gaius Iulius Caesar Augustus een betaald beroepsleger was geworden, bestaand uit Romeinse burgers die verspreid leefden over heel het Imperium Romanum, werd het Romeinse leger niet enkel uit milites gevormd. Men kende al zeer vroeg de auxiliae, hulptroepen van met Rome geallieerde volkeren die op hun eigen strijdwijze de legioenen van Rome ondersteunden en in het Romeinse leger geïntegreerd werden. Vanaf de late vierde eeuw begon het Romeinse leger barbaren op te nemen in zowel legioenen als in autonome foederati, die gerust gezien mogen worden als huurlingenlegertjes.

## Antieke bronnen
- Xenophon, Ἀνάβασις. (Anabasis. Of de tocht van de Tienduizend)
- Polybios, Πραγματειά I 66, 68, II 7, XI 13. (Historiën)
- Pausanias, Περιήγησις Ἑλλάδος I 25.5, IV 8.3, 10.1, 19.4. (Beschrijving van Griekenland)